# Mystes oonopiformis
Mystes oonopiformis là một loài nhện trong họ Pholcidae. Loài này được phát hiện ở Malaysia.